# Công viên Chi Lăng
Công viên Chi Lăng là một công viên ở trung tâm Thành phố Hồ Chí Minh, Việt Nam, thuộc địa phận Quận 1.   
Công viên có hình chữ nhật, diện tích công bố năm 2007 là 3.479 m², nằm dọc theo đường Đồng Khởi, trải dài từ ngã tư với đường Lý Tự Trọng đến ngã tư với đường Lê Thánh Tôn. Thời Việt Nam Cộng hòa, công viên nằm cạnh công sở của Bộ Quốc gia Giáo dục. Công viên có từ thời Pháp thuộc.

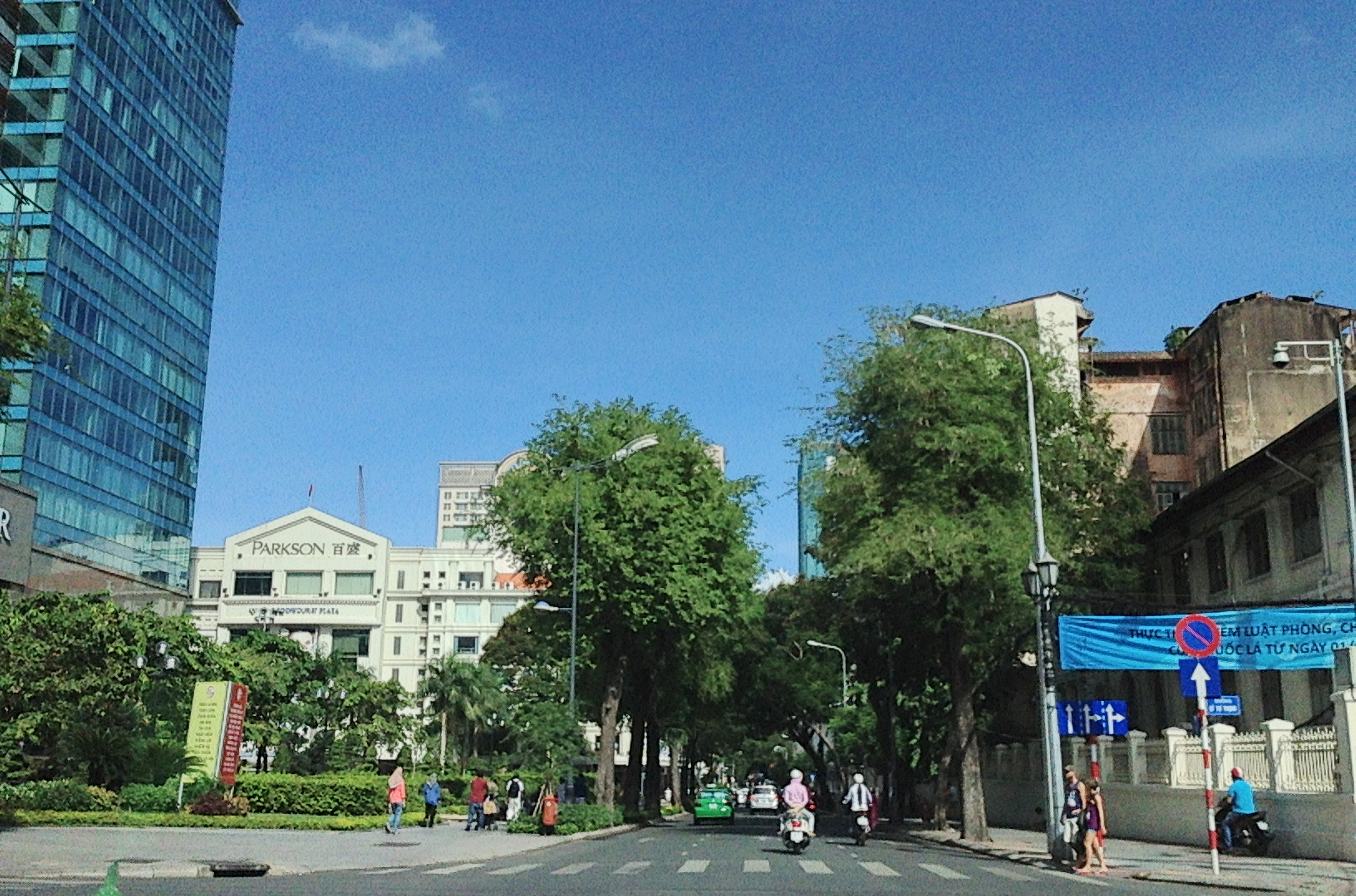
Công viên Chi Lăng (bên trái) nhìn từ ngã tư Đồng Khởi - Lý Tự Trọng

Hiện nay, công viên Chi Lăng chỉ còn là một vạt cây xanh nằm cạnh một cao ốc khánh thành năm 2010 tên là Vincom Center Đồng Khởi. Trong năm 2010 này, tại một phiên họp của Hội đồng Nhân dân Thành phố Hồ Chí Minh, đại biểu đã yêu cầu Sở Xây dựng phải trả lời hoài nghi của người dân, rằng việc xây dựng tòa nhà có phải đã làm thay đổi công năng công viên hay không. Sở này cho rằng đã yêu cầu chủ đầu tư tòa nhà phải phá bỏ nhiều phần không phù hợp với quy hoạch, yêu cầu phục hồi nguyên trạng. Tuy nhiên, thực tế diện tích công viên này đã thu hẹp, không thể trồng cây lớn cho bóng mát bởi lớp đất rất mỏng do ngay bên dưới là tầng hầm của tòa nhà, đồng thời lại là nơi đặt hai lối thoát hiểm từ tầng hầm của tòa nhà.